# Romas Zabarauskas
Romas Zabarauskas (né le 31 mai 1990 à Vilnius) est un militant LGBT, réalisateur, metteur en scène et producteur lituanien, dont les films explorent l'homosexualité, la politique et le nationalisme.

## Biographie
Il nait l’année de l’indépendance de la Lituanie, en 1990. Il grandit dans l’ancienne zone industrielle de Naujamiestis, devenue le centre culturel branché de la capitale. Adolescent, il s'essaie au théâtre avant de lui préférer le cinéma, qu'il étudie deux ans à Paris, puis un an à New York. 
Son premier court métrage Porno Melodrama, en 2011, est sélectionné à la Berlinale. Il fait ensuite deux longs métrages indépendants, et devient son propre producteur.
En 2012, il édite une première carte « LGBT friendly Vilnius ». 
En 2016, il publie un ouvrage intitulé, Lietuva atsiskleidzia : 99 LGBT+ istorijos (99 histoires LGBT+, la Lituanie fait son coming out, éd. Arcana Femina), présentant au grand jour des membres de la communauté LGBT lituanienne. Après la réédition de l'ouvrage, il en offre cinq cents à des lycées et bibliothèques lituaniens.

## Vie privée
Romas Zabarauskas fait son coming-out gay en 2011 lors de la première de son film Porno Melodrama.

## Filmographie
- Porno melodrama (court) (2011), une histoire d'amour où tout est montré[1].
- We Will Riot (2013)[4]
- L’Echappée amoureuse (You Can't Escape Lithuania) (2016)[5]
- Advokatas (The Lawyer, Tomber pour Ali) (2020), l’histoire d’amour entre un avocat lituanien fortuné et un réfugié syrien. Son premier film financé par le centre du cinéma lituanien[2].
- The writer (2023)[6].